# 1948년 농업법
1948년 농업법(영어: Agricultural Act of 1948)(공법 80-897, 62 회기별 법전 1247)은 미국 의회에 의해 제정되었고 대통령 해리 S. 트루먼에 의해 1948년 7월 3일 법률로 서명되었다. 이 법률은 미국 농업 정책과 농업 보조금의 여러 측면을 개정하고 승인했다.

## 요약
1948년 농업법은 기본적인 상품에 대한 가격지지를 패리티의 90%로 의무화하는 등 여러 농업 정책 개혁을 시행했다. 또한 1950년부터 패리티가 이전 10년 및 1910-14년 기준시의 가격 평균을 포함하기 시작할 것이라고 의무화했다. 이 법률은 또한 이전에 통과된 1938년 농업조정법(공법 75-430, 52 Stat. 31)의 여러 조항을 개정했는데, 여기에는 옥수수, 밀, 면화, 쌀, 담배에 대한 가격지지 및 마케팅 쿼터가 포함되었다. 법률의 제1편(가격 안정화에 관한 내용)은 즉시 발효되었고, 제2편(1938년 농업 조정법을 개정한 내용)과 제3편(다양한 잡다한 조항 포함)은 모두 1950년 1월 1일에 발효되었다.